# آلیس موریل ویلیامسن
آلیس موریل ویلیامسن (انگلیسی: Alice Muriel Williamson؛ ۱۸۶۹ – ۱۹۳۳) یک نویسنده اهل انگلستان بود.